# Smart Village (Ägypten)

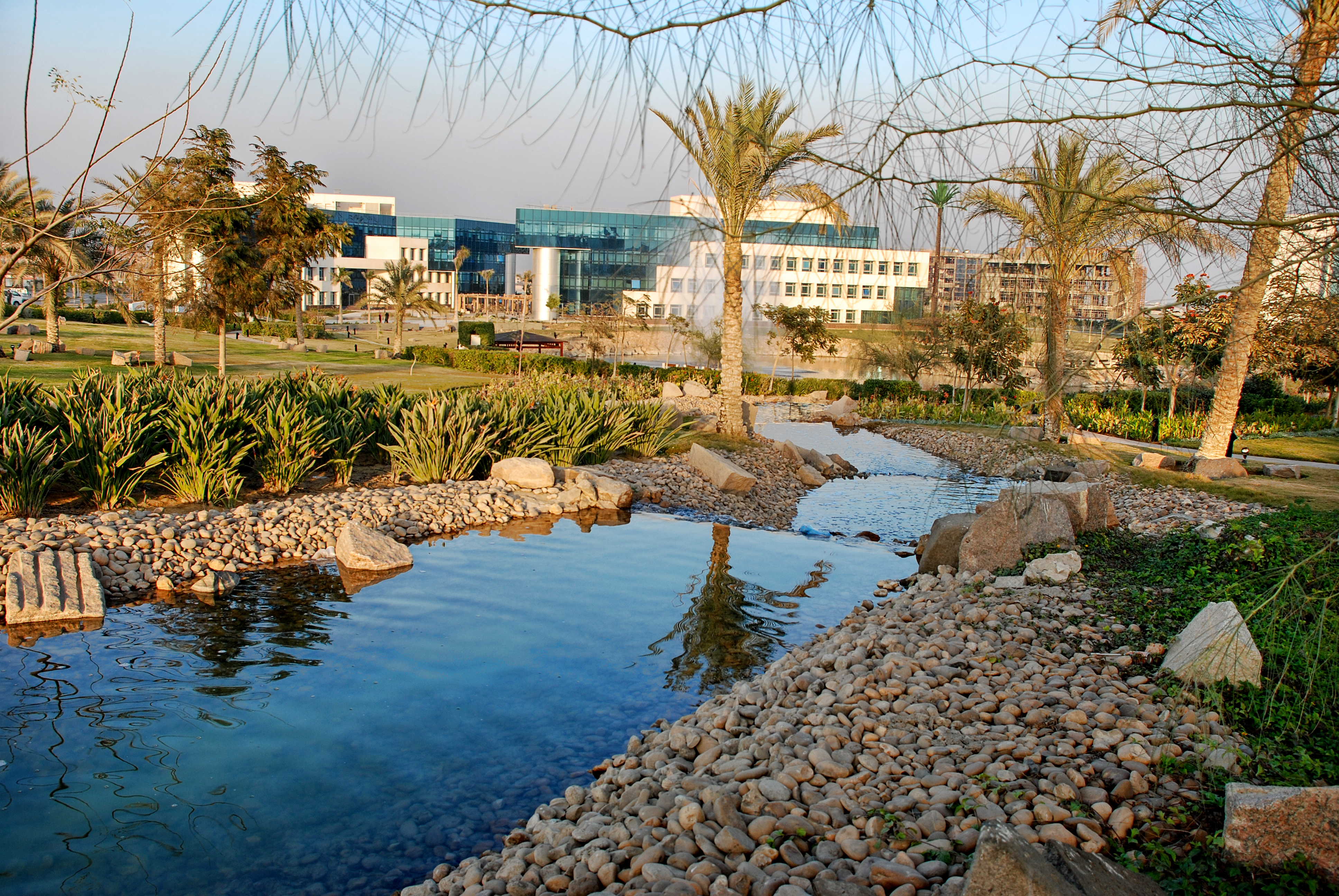
Sicht auf das Smart Village

Smart Village (arabisch القرية الذكية, DMG al-Qarya aḏ-ḏakiyya) ist ein High-Tech-Geschäftsviertel in der Stadt Madinat as-Sadis min Uktubar, Ägypten. Das Projekt wurde im Jahr 2000 durch ein Präsidialdekret geschaffen, die Aktivitäten begannen im Jahr 2001. Es befindet sich an der Kairo-Alexandria-Wüstenstraße, etwas westlich von Kairo. Das Smart Village nimmt eine Fläche von 450 Feddans ein. Dies sind umgerechnet 1,89 km². Es ist ein Geschäftsviertel mit Bürogebäuden, Einzelhandelsgeschäften, Unterhaltungsangeboten, Fabriken und Grünflächen.

## Hintergrund
Hosni Mubarak unterzeichnete das Dekret und stellte das Land für den Bau des Smart Village zur Verfügung, damit Ägypten seine IT-Wirtschaft und IT-Industrie aufbauen konnte. Mubarak versuchte, Microsoft, IBM und Cisco in das Smart Village zu holen. Das Dekret von 2001 gewährte Unternehmen im Smart Village eine zehnjährige Steuervergünstigung. Der Plan war, mehrere intelligente, smarte Dörfer in Ägypten zu schaffen.

## Firmen und Dienstleister
Im Smart Village gibt es Gebäude der Regierung und von privaten Firmen. Das Ministerium für Kommunikation und Informationstechnologie ist dort ansässig. Im Jahr 2012 zog das Unternehmen Egyptian Exchange in das Smart Village. Das Unternehmen besitzt ein sehr großes Areal, in welchem zwei Türme über eine Gebäudebrücke verbunden werden. Es ist eines der höchsten Gebäude im Viertel. 2012 verlegte auch das kanadische Software-Unternehmen Blackberry einige Büros dorthin. Die Bibliotheca Alexandrina eröffnete im Smart Village ein ägyptisches Recherche-Center, welches im Mai 2018 in Hawass Saqqara Training Centre umbenannt wurde. Im September 2018 kündigte Raya an, einen ein großes Büro in Smart Villages zu mieten. Raya ist auf das Outsourcing von Geschäftsprozessen spezialisiert. Xceed, eine Tochtergesellschaft von Telecom Egypt, ist auch dort ansässig.

## Galerie

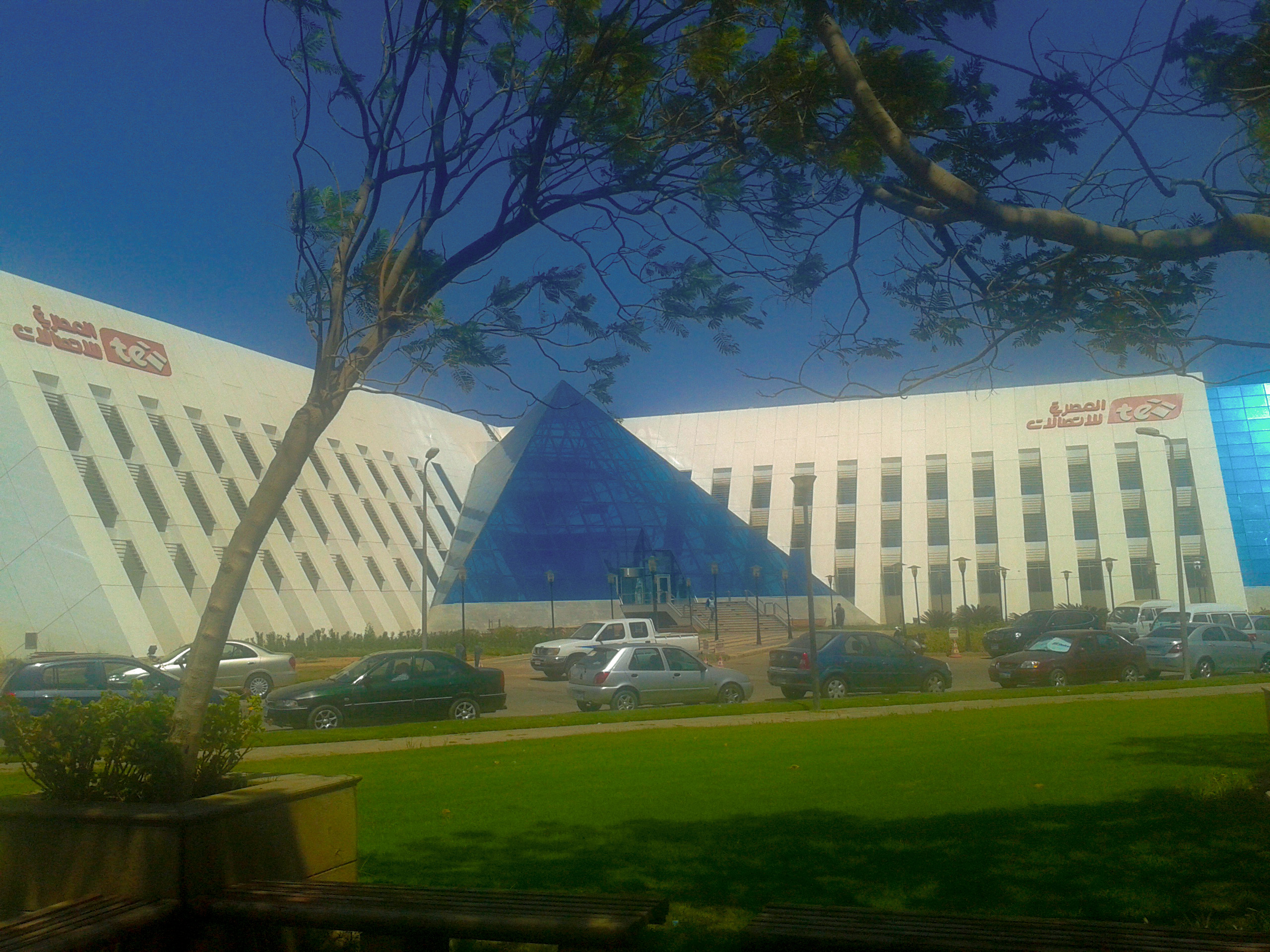
Telecom Egypt Hauptquartier
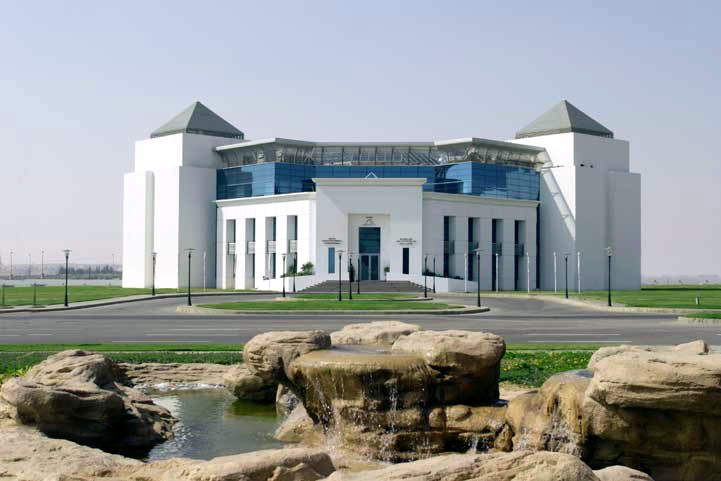
Zentrum für die Dokumentation des Kultur- und Naturerbes
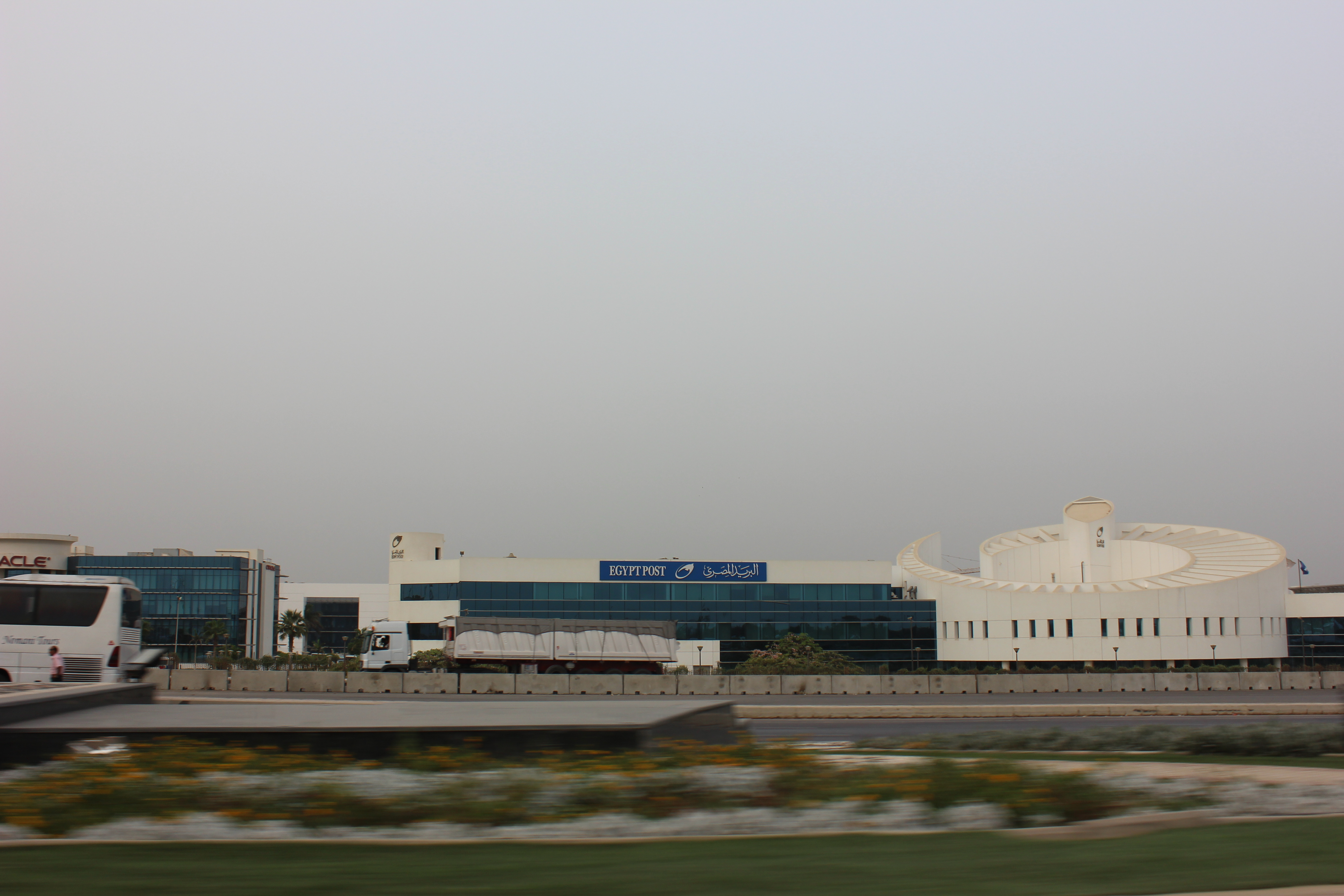
Egypt Post Hauptquartier
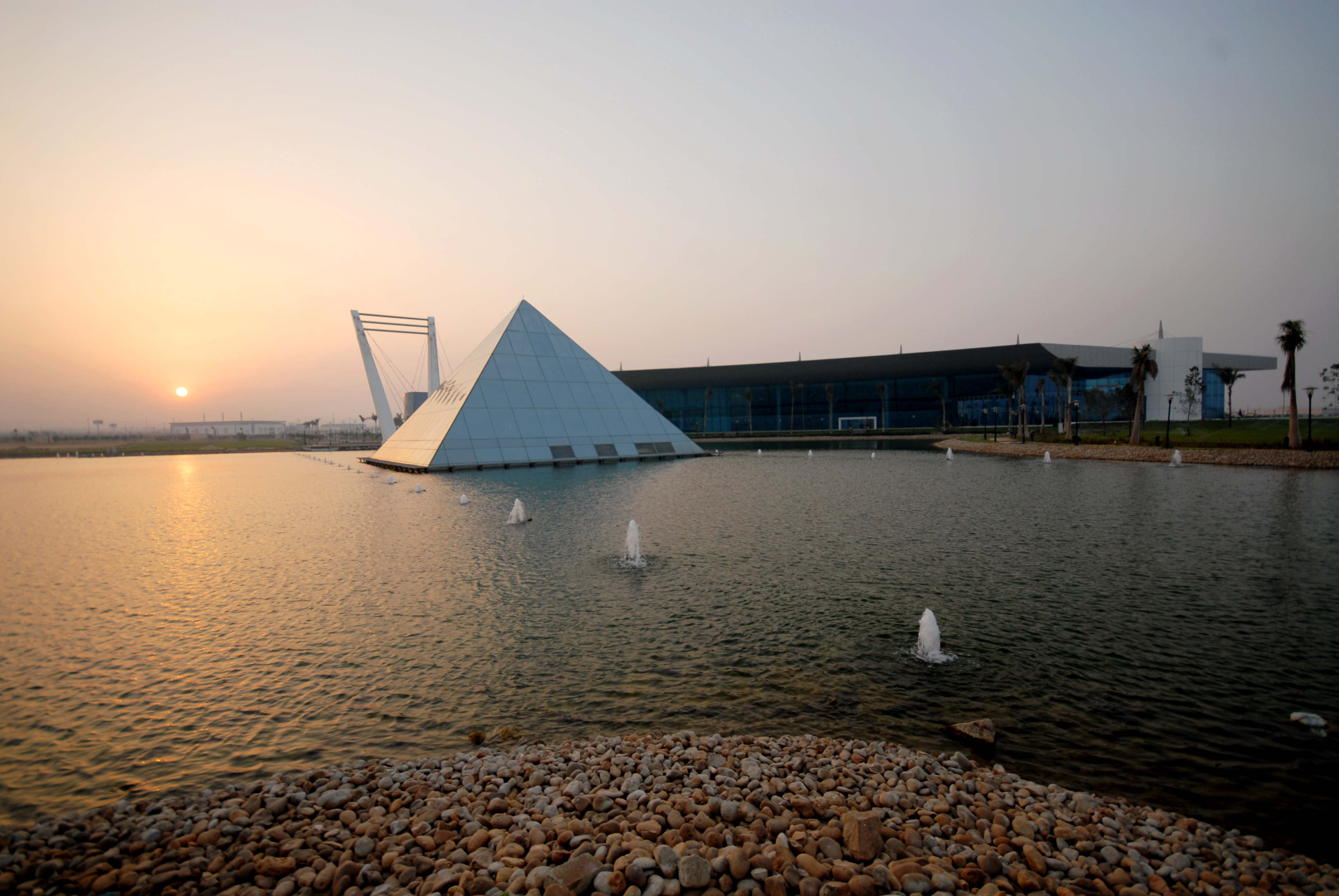
„The Think Tank“